# Toribio Porco Ticona
Toribio Porco Ticona (Atocha, Bolivia, 25 de abril de 1937) es un cardenal católico.

## Biografía
Nacido en la localidad de Atocha en el departamento de Potosí, Bolivia el día 25 de abril de 1937. Fue criado por su madre y nunca conoció a su padre. Ingresó en el seminario diocesano de Sucre, donde realizó su formación eclesiástica, filosófica y teológica. Fue ordenado sacerdote el 29 de enero de 1967. El papa Francisco lo nombró cardenal el 28 de junio de 2018. para la diócesis de Potosí. 

### Carrera episcopal
El 5 de abril de 1986 fue preconizado obispo, cuando Juan Pablo II lo nombró obispo titular de la Sede de Timici y auxiliar de la diócesis de Potosí en Bolivia.
Recibió la consagración episcopal el 31 de mayo del mismo año, a manos de su predecesor en el cargo y consagrante principal Santos Abril Castelló y de sus co-consagrantes: Edmundo Abastoflor y Jesús López de Lama.
Como obispo auxiliar trabajó en el Centro Minero del Norte de Potosí y residía en la localidad de Uncía. Provincia Chayanta.
El 4 de junio de 1992 fue nombrado obispo prelado de Corocoro, cargo que ejerció hasta el 29 de junio de 2012. Durante su gestión como Obispo-Prelado Territorial de Corocoro hubo una disminución de los fieles católicos de 90,5% en 1992 a 87,6%, con un incremento de las sectas protestantes.

## Cardenalato
Fue creado cardenal por el papa Francisco en el consistorio celebrado el 28 de junio de 2018, asignándole el Título de los Santos Joaquín y Ana en Tuscolano.

## Controversias
El cardenal Porco Ticona ha estado envuelto en muchas controversias:
Partidario de la Teología de la Liberación
Su pública amistad con el presidente de Bolivia Evo Morales defensor del Socialismo del Siglo XXI, a quien el Obispo apoyó cuando Morales era líder sindical cocacolero y su reiterado apoyo a los partidarios de la teología de la liberación, ha marcado su carrera eclesial dentro de la Iglesia Católica de Bolivia, fue conocido cuando ejerció como un sacerdote "tercermundista"  "metido con mineros y campesinos".
Disminución de los católicos durante su gobierno pastoral
Las estadísticas de la Iglesia católica en Bolivia dejan claro que durante su gestión como obispo-prelado territorial de Corocoro hubo una disminución de los fieles católicos de 90,5% en 1992 a 87,6%, con un incremento de las iglesias protestantes, con lo cual se ha cuestionado que su labor "cercana a los pobres" no se reflejó en un aumento en los fieles en la Iglesia católica y sí una preferencia hacia los cultos protestantes.
Distanciamiento con el episcopado de Bolivia
Su apoyo a la construcción de la Casa del Pueblo (nuevo palacio de gobierno) y el respaldo que el entonces obispo Ticona Porco dio a las pretensiones de reelección de Evo Morales, llevó a la Conferencia Episcopal de Bolivia (CEB) a señalar en febrero de 2016 que el obispo Porco Ticona no es su vocero ni sus opiniones reflejan el sentir de los obispos de Bolivia, que son opositores a Evo Morales y su Partido Movimiento al Socialismo.
Venta de Terrenos Eclesiales
Un terreno de 1 mil 717 metros cuadrados pertenecientes a la Iglesia de Potosí, la persona que compra los terrenos se identificó como Leonor RG "Esposa del Prelado", las fuentes indican que con fecha 24 de septiembre de 1987, el terreno en su origen ubicado el lugar denominado Laima Chuma de la Villa 22 de Diciembre de Llallagua, propiedad de Emilio Rocha y Gladys Olivio de Rocha, se transfirió en calidad de venta real, enajenación perpetua y definitiva a favor del obispado de Potosí, representado por el obispo auxiliar de Potosí, filial Uncía, Toribio Porco Ticona”. Según consta en la Minuta de Transferencia y Formulario 502 de la Oficina de Derechos Reales de Uncía, Bolivia. 
La venta fue ratificada por Testimonio 462/2010 de Rectificación de Superficie, emitido el 28 de enero de 2013. Ese documento, que modifica la superficie del terreno de 1.224  a 1.717,10 metros cuadrados, fue tramitado por el obispo auxiliar Toribio Porco, quien firma como representante del Obispado de Potosí.
Para entonces, Porco ya se había jubilado como obispo de Corocoro. En 1992 dejó de ser obispo auxiliar de Potosí, cargo que asumió en 1986.
El terreno en cuestión fue vendido  el 10 de octubre de 2013 mediante una minuta  ante notaría de fe pública.  En ese documento, Porco Ticona se identifica como “representante del Obispado de Potosí con capacidad jurídica plena”. Quien luego los vendió a "Leonor RG".
Obispo católico en "concubinato"
El mismo obispo-prelado emérito de Corocoro Toribio Ticona Porco, señaló en su comunicado para desmentir acusaciones en su contra, que desde el año 2011 se le ha señalado tener concubina e hijos, con el nombramiento como Cardenal, salió nuevamente a la luz los mismos señalamientos, en los cuales se le relaciona sentimentalmente con "Leonor RG" y tener hijos, lo cual ocurriría en la Diócesis de Oruro y de lo cual el Obispo Krzysztof Białasik Wawrowska, S.V.D titular de Oruro tendría conocimiento ya que la "presunta familia episcopal" tiene su residencia en dicha circunscripción eclesial. El caso llegó hasta conocimiento del Nuncio apostólico en Bolivia el arzobispo Angelo Accattino, a quien le fue presentada una declaración juramentada donde se relatan los hechos con todos los detalles, de la denuncia no hubo ningún pronunciamiento de la Nunciatura Apostólica ni de la Santa Sede.
Ante las denuncias el propio prelado negó los hechos, señalando que desde el año 2011 se le ha relacionado sentimentalmente con una mujer y sus hijos, en la misiva que dio a conocer a los medios indicó que los hechos no corresponden a su persona.